# Ester Mägi
Ester Mägi (Tallinn, 10 januari 1922 – 14 mei 2021) was een Estisch componiste. Zij gold in eigen land als de First lady of Estonian music, maar stond daarbuiten in de schaduw van haar landgenoten Arvo Pärt en Erkki-Sven Tüür. Aangezien ze gedurende haar opleiding diep ondergedompeld was in de volksmuziek, was haar muziek grotendeels daardoor beïnvloed. Van haar zijn enkele cd's verschenen, volledig gewijd aan haar werken.

## Levensloop
Zij studeerde eerst piano, maar ruilde die studie in 1946 in voor een studie compositie aan het StaatsConservatorium van Tallinn bij Mart Saar (1882-1963), de stichter van de Nationale School voor Estische muziek. Mägi trok Estland in om de verzameling Estische volksliedjes van Mart Saar aan te vullen. Zij werd daarin waarschijnlijk gesponsord door de Sovjet-autoriteiten, die het land weliswaar in een ijzeren greep hielden, maar de bevolking stimuleerde in de kennis van hun culturele achtergrond, voor zover dat hun eigen belangen niet schaadde. 
In 1951, toen ze haar opleiding had afgerond, zette ze haar studie voort aan het conservatorium van Moskou bij Vissarion Sjebalin, zelf leerling van Nikolaj Mjaskovski en nauw bevriend met Dmitri Sjostakovitsj. Ook Sjebalin en haar medestudent Veljo Tormis werden aangetrokken door volksmuziek. Het was de tijd van de Zjdanovdoctrine waarbij vermeend "formalistische" muziek werd onderdrukt, zodat moderne muziek "not done" was. Mägi studeerde in 1954 af met de cantate Kalevipoja teekond Soome (Kalevipoja's reis naar Finland). Het werk kreeg zijn première pas in 1961 toen de Sovjetgreep in Estland was afgenomen na het overlijden van Jozef Stalin. De dirigent was de toen jonge Neeme Järvi. De composities van Mägi, met name die voor koor, hadden echter een te grote complexiteit om goedgekeurd te kunnen worden door de toenmalige overheidsinstanties. Eenmaal terug in Tallinn begon zij les te geven aan het conservatorium waar zij zelf gestudeerd had (tot 1984). 
Hoewel zij geen professioneel componiste was, heeft Mägi toch een oeuvre met composities in allerlei genres vervaardigd. Sommige daarvan hadden zoveel succes dat ze met prijzen bekroond werden. In 1999 ontving ze een eredoctoraat aan de Estische Academie voor Muziek.
Ester Mägi werd 99 jaar oud.

## Oeuvre (selectie)
- Pianoconcert (1953)
- Symfonie (1968)
- Variaties voor piano, klarinet en kamerorkest (1972)
- Bukoolika  (1983)
- Vespers (1990; revisie 1999)